# The Odyssey of Flight 33
The Odyssey of Flight 33 is een aflevering van de Amerikaanse televisieserie The Twilight Zone.

## Verhaal

### Opening
You're riding on a jet airliner en route from London to New York. You're at 35,000 feet atop an overcast and roughly fifty-five minutes from Idlewild Airport. But what you've seen occur inside the cockpit of this plane is no reflection on the aircraft or the crew. It's a safe, well-engineered, perfectly designed machine, and the men you've just met are a trained, cool, highly efficient team. The problem is simply that the plane is going too fast and there is nothing within the realm of knowledge or at least logic to explain it. Unbeknownst to passenger and crew, this airplane is heading into an unchartered region well off the beaten track of commercial travelers. It's moving into the Twilight Zone. What you're about to see we call The Odyssey of Flight 33.
— Rod Serling

### Verhaal
De aflevering speelt zich af aan boord van Global Airlines Flight 33, een passagiersvliegtuig dat op weg is van Londen naar New York. Wanneer ze nog maar 50 minuten verwijderd zijn van Idlewild Airport, zien Kapitein Farver en zijn bemanning dat hun vliegtuig een vreemd soort barrière passeert.
Achter de barrière blijkt het vliegtuig terug in de tijd te zijn gereisd. De bemanning realiseert dit voor het eerst wanneer ze een Brontosaurus zien.
In een poging terug te keren naar het heden vliegt de bemanning het vliegtuig nogmaals door de barrière, maar in plaats van in 1961 ziet de copiloot onder zich bouwwerken van de Wereldtentoonstelling van 1939. Daar het vliegtuig door zijn brandstof heen begint te raken, beseft Farver dat ze koste wat kost moeten proberen terug te keren. Het vliegtuig duikt opnieuw de barrière in, waarna Rod Serling met zijn slotdialoog begint.

### Slot
A Global jet airliner, en route from London to New York on an uneventful afternoon in the year 1961, but now reported overdue and missing, and by now searched for on land, sea, and air by anguished human beings fearful of what they'll find. But you and I know where she is, you and I know what's happened. So if some moment, any moment, you hear the sound of jet engines flying atop the overcast, engines that sound searching and lost, engines that sound desperate, shoot up a flare or do something. That would be Global 33 trying to get home from the Twilight Zone.
— Rod Serling

## Rolverdeling
- John Anderson: Kapitein Farver
- Paul Comi: Eerste officier Craig
- Sandy Kenyon: Navigator Hatch
- Harp McGuire: Boordwerktuigkundige Purcell
- Beverly Brown: Janie
- Wayne Heffley: Tweede officier Wyatt
- Betty Garde: Passagier

## Trivia
- De scène met de dinosauriërs werd opgenomen in stop-motion met een budget van 2.500 dollar. De crew die aan de scène meewerkte hielp ook mee aan de film Dinosaurus! uit 1960.
- De plot van The Langoliers, een roman van Stephen King, is in grote lijnen gelijk aan die van deze aflevering. Het boek bevat zelfs een referentie naar deze aflevering.
- Idlewild Airport, waar in deze aflevering over wordt gesproken, is het huidige John F. Kennedy International Airport. De naamsverandering vond plaats na 1963.